# Ole Sohn

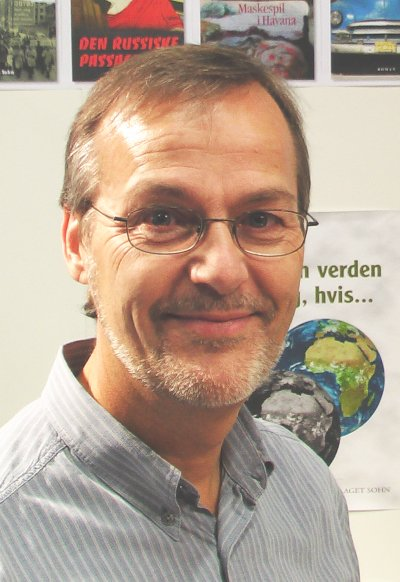
Ole Sohn (2006)

Ole Christian Liep Sohn (* 12. September 1954 in Torsted, Horsens) ist ein dänischer Autor und Politiker. 1987 bis 1991 war er Vorsitzender von Danmarks Kommunistiske Parti (DKP), dann wechselte er zur Socialistisk Folkeparti (SF). Vom 3. Oktober 2011 bis 16. Oktober 2012 gehörte er als Minister für Industrie und Wachstum der Regierung Helle Thorning-Schmidt I an. Am 4. Februar 2014 wurde er Mitglied der Socialdemokraterne.

## Leben
Der Sohn eines Vertreters und einer Lehrerin besuchte nach der Egebjerg Skole das Gedved Seminarium und absolvierte nach Hilfstätigkeiten als Arbeiter und Schiffskoch von 1972 bis 1973 ein Höheres Vorbereitungsexamen. Im Anschluss war er als Bauarbeiter und Betonbauer beschäftigt, ehe er 1976 Tätigkeiten als Schriftsteller, Referent und Berater aufnahm. Bereits während seiner Tätigkeit als Bauarbeiter engagierte er sich in Gewerkschaften und wurde zunächst 1974 Mitglied des Vorstandes der Facharbeitergewerkschaft SiD (Specialarbejderforbundet i Danmark) in Horsens, deren Vorsitzender er zwischen 1977 und 1987 war. Daneben war er zwischen 1981 und 1987 Mitglied des Hauptvorstandes der SiD sowie von 1982 bis 1984 Mitglied des Stadtrates von Horsens.
Neben seinem gewerkschaftlichen Engagement begann er eine Tätigkeit in der DKP und war zwischen 1981 und 1991 Mitglied von deren Zentralkomitee und schließlich von 1987 bis 1991 als Nachfolger des verstorbenen Jørgen Jensen Vorsitzender der DKP. In dieser Zeit wurde die DKP durch die Kommunistische Partei der Sowjetunion (KPdSU) mit insgesamt 5,2 Millionen Dänischen Kronen unterstützt. 1987 und 1989 kandidierte er erstmals erfolglos für den Folketing für die DKP im Wahlkreis Århus Øst- og Nordkreds und danach bis 1991 für die Enhedslisten – de rød-grønne (EL) im Wahlkreis Glostrup- og Rødovrekreds. Am 7. Oktober 1989 vertrat er die DKP bei den offiziellen Feierlichkeiten zum 40. Jahrestag der DDR und wurde dafür in Dänemark kritisiert. 1991 verließ er die DKP.
Als Europaskeptiker engagierte er sich in der parteiübergreifenden Wahlalternative Folkebevægelsen mod EU (Volksbewegung gegen die EU). Von 1989 bis 1992 gehörte er ihrem Exekutivvorstand an.
Nach dem Zusammenbruch der Sowjetunion und des Ostblocks trat er aus der DKP aus und wurde Mitglied der Socialistisk Folkeparti. Nachdem er 1992 für die SF im Wahlkreis Slagelse und Korsør erfolglos kandidierte, war er im Oktober 1994 und zwischen November und Dezember 1997 kurzzeitig als Nachrücker Abgeordneter im Folketing. Seit der Wahl vom 11. März 1998 ist Sohn regulärer Abgeordneter.
Bei der Folketingswahl 2007 gehörte er zu den Spitzenkandidaten der SF und wurde danach Vorsitzender seiner Fraktion im Folketing. Am 3. Oktober 2011 berief ihn Ministerpräsidentin Thorning-Schmidt zum Minister für Industrie und Wachstum. Am 12. Oktober 2012 signalisierte Sohn seine Bereitschaft, im Zuge einer personellen Neuaufstellung der Partei sein Ministeramt aufzugeben. Bereits vier Tage später wurde er von der neuen SF-Vorsitzenden Annette Vilhelmsen abgelöst. Nach den chaotischen Verwerfungen innerhalb der SF Anfang 2014 trat er zu den Sozialdemokraten über. Zuletzt befürwortete er eine auf zehn Jahre angelegte Lohnzurückhaltung der Arbeitnehmer und einen Verzicht auf Steuererhöhungen für dänische Unternehmen, um ihre internationale Konkurrenzfähigkeit zu stärken und Arbeitsplätze zu sichern.

## Veröffentlichungen

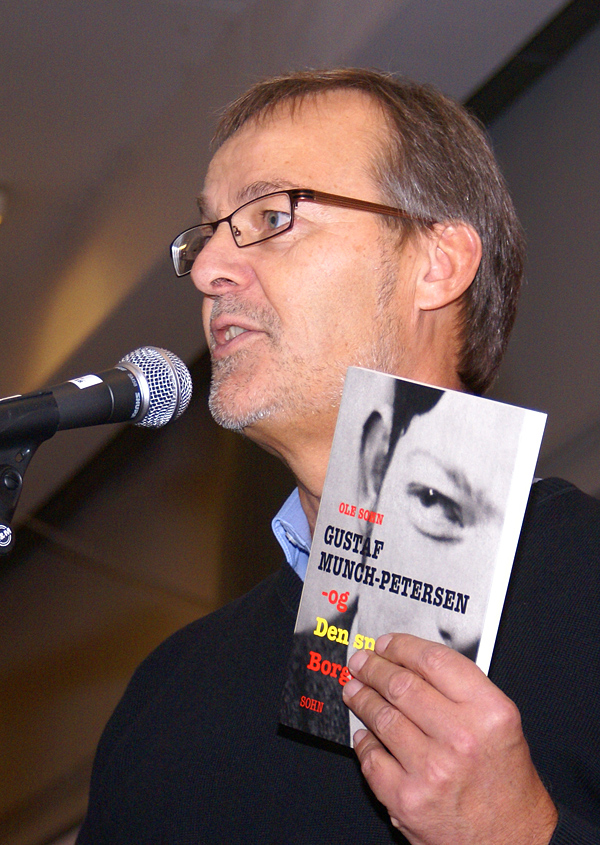
Ole Sohn bei der Vorstellung seines Buches Gustaf Munch-Petersen - og den spanske borgerkrig (2008)

Neben seinem gewerkschaftlichen und politischen Engagement verfasste Sohn zahlreiche Bücher zu sozialen und historisch-politischen Themen, darunter eine Biografie über den dänischen kommunistischen Politiker Arne Munch-Petersen, der während der Stalinschen Säuberungen 1940 im Butyrka-Gefängnis in Moskau ums Leben kam, sowie den im Spanischen Bürgerkrieg gefallenen Schriftsteller und Maler Gustaf Munch-Petersen. Ole Sohn erhielt 1991 den Lyngsie-Preis des Arbeiter-Kulturfonds in Horsens.
Sohn gründete 2004 den kleinen Verlag Forlaget Sohn. Er wurde Ende 2013 an Lindhardt og Ringhof, Dänemarks zweitgrößten Verlag, verkauft.
Zu seinen bekanntesten Veröffentlichungen gehören:
- Et land af iskagesælgere? Noget om virksomhedslukninger og kapitalflugt, 1988
- Fra Folketinget til celle 290. Arne Munch-Petersens skæbne, 1992
- Et liv i kamp og kærlighed, 1993
- Der var bud efter dem. Fire skæbneberetninger fra 30'ernes revolutionære miljø, 1994
- Gartner i 100 år, 1994
- Her kommer fra dybet den mørke armé. Fra tyende til specialarbejder, 1995
- Den højeste straf. En B&W-arbejders liv og skæbne - fra Amager til Stalingrad, 1996
- Frihedens port, Roman, 1999
- Vanviddets logik. Familien Rachlin og andre skæbner under Stalins regime, 2001
- De drog mod øst. Danskeres udvandring til Rusland og Sibirien 1864 til 1919, 2002
- Jeg kommer snart hjem. En beretning om en dansk udvandrerfamilies dramatiske tilværelse, 2005
- Gustaf Munch-Petersen og den spanske borgerkrig, 2007, ISBN 9788791959080